# Морана
Морана (още Мора, Морена, Мара, Marzanna) – славянски символ на зимата и смъртта. На български се среща в някои диалекти като марава или мора с различни значения, предимно на явления появяващи се при сън: „вещица изпиваща силите на човек насън", „страшен сън, кошмар“, „задушаване и болка в гърдите насън" и др.
Етимологията на праслав. *mora се свързва с рус. кики-мора, укр. мора „нечист дух“, сръб. мора „призрак, кошмар“, словен. mora, чеш. můra „нощна пеперуда“, пол. mora, zmora, mara, горнолуж. murava, долнолуж. morava, които имат точни съответствия в германските езици: старонем., староангл. mara „привидение“ и в келтски: ирл. mor-rīgain „кралицата на духовете“.
Морана също докарва зимата. В края на есента тя преборва отслабващото смаляващо се слънце и установява властта си на над земята до следващата пролет.
Морана лесно може да бъде отъждествена със старогерманската Хелл, чието име в германските езици след християнизацията започва да значи Ад, т.е. християнския подземен свят. Също като скандинавската царица на мъртвите, Морана сама може да донесе смърт, да управлява мъртвите и да решава кой да влезе в Ада, и кой не.
Не съществува подобен еквивалент между Морана и древногръцката Персефона, която, отвлечена от Хадес в подземното царство, така и си остава някак несвойствена, непринадлежаща нему. Определени паралели, обаче, могат да се направят с древногръцката Хеката, която обитава света на мъртвите и понякога носи смърт, при което отвежда жертвите си във владенията на Хадес.
Морана е спомената в „Mater Verborum“ и „Краледворская рукопись“.